# Gabriel Jiménez Remus
Enrique Gabriel Jiménez Remus (Guadalajara, Jalisco, 23 de marzo de 1940-30 de diciembre de 2016) fue un político mexicano, miembro del Partido Acción Nacional, Embajador de México en Cuba de 2007 a 2013.
Gabriel Jiménez Remus fue licenciado en Derecho por la Universidad Nacional Autónoma de México, es miembro del PAN desde 1979 y entre los cargos que ocupó en el partido está el de Presidente estatal en Jalisco, en 1985 fue elegido Diputado a la LIII Legislatura y en 1991 a la LV Legislatura, al final de la cual se desempeñó como Coordinador del Grupo Parlamentario del PAN. En 1994 resultó elegido Senador por Jalisco para el periodo que concluía en 2000. Al año siguiente, 1995, fue precandidato a Gobernador de Jalisco, pero fue sorprendentemente derrotado por el entonces Presidente Municipal de Ciudad Guzmán, Alberto Cárdenas Jiménez, quien posteriormente ganó la elección constitucional.
De 2001 a 2007 se desempeñó como Embajador de México en España.